# قطعنامه ۱۱۳۱ شورای امنیت
قطعنامه ۱۱۳۱ شورای امنیت سازمان ملل متحد که در تاریخ ۲۹ سپتامبر ۱۹۹۷ تصویب شد، سندی بین‌المللی دربارهٔ بررسی وضعیت صحرای غربی است. این قطعنامه طی نشست ۳۸۲۱ام با ۱۲ رای موافق، ۱ مخالف و ۲ممتنع تصویب شد.